# Vie et Lumière (association artistique)
Pour les articles homonymes, voir Vie et Lumière.
Vie et Lumière est un cercle artistique regroupant des peintres belges fondé en 1904.

## Historique
L'association Vie et Lumière a été fondée à Bruxelles en décembre 1904 sous l’impulsion d’Émile Claus, George Morren et Adrien-Joseph Heymans, promoteurs du concept luministe, en opposition à l'impressionnisme. Ainsi, il semble que

« L'idée de créer une association d'artistes, adeptes de la peinture lumineuse, soit venue d'Émile Claus. C'est lui du moins qui conseilla à Rodolphe De Saegher, l'un de ses disciples, avocat de profession inscrit au barreau de Gand, de susciter ce regroupement en vue d'organiser annuellement un salon qui ne dépende pas des jurys officiels. Un autre enthousiaste de la lumière soutenait aussi le projet : Georges Morren. (...) C'est en visitant le Salon de La Libre Esthétique de 1904 que Morren rencontra Émile Claus et, relançant l'idée lui demanda : Consentez-vous toujours à fonder le groupe ? Oui, répondit Claus, si Heymans est des nôtres. Heymans accepta et voilà comment Vie et Lumière a pris naissance »

Outre ces trois fondateurs, on retrouvait au sein de la nouvelle association d'anciens proches du Groupe des XX, comme James Ensor, Georges Lemmen, Anna Boch et Guillaume Van Strydonck et des disciples de Claus comme Georges Buysse, Edmond Verstraeten, Jenny Montigny, Anna De Weert, Modeste Huys.
Tous ces peintres, auxquels s'ajoutaient Évariste Carpentier (à Liège), William Degouve de Nuncques, Aloïs De Laet, Willem Paerels et Alfred Hazledine exposaient leurs travaux lors d'un salon annuel. Ils firent sensation au Salon de la Libre esthétique de 1905.